# Шечка
Шечка — река в России, протекает в Уржумском районе Кировской области. Устье реки находится в 7,6 км по левому берегу реки Воложка. Длина реки составляет 16 км.
Исток реки у поселка Рождественский в 31 км к юго-востоку от Уржума. Река течёт на северо-восток, протекает деревни Радыгино, Сосновка и Шедча, после чего выходит на заболоченную пойму Вятки, где поворачивает на юг и впадает в Воложку северо-восточнее села Большой Рой.

## Данные водного реестра
По данным государственного водного реестра России относится к Камскому бассейновому округу, водохозяйственный участок реки — Вятка от водомерного поста посёлка городского типа Аркуль до города Вятские Поляны, речной подбассейн реки — Вятка. Речной бассейн реки — Кама.
По данным геоинформационной системы водохозяйственного районирования территории РФ, подготовленной Федеральным агентством водных ресурсов:
- Код водного объекта в государственном водном реестре — 10010300512111100039979
- Код по гидрологической изученности (ГИ) — 111103997
- Код бассейна — 10.01.03.005
- Номер тома по ГИ — 11
- Выпуск по ГИ — 1